# Европско првенство у атлетици у дворани 1971 — 60 метара за жене
Такмичење у дисциплини трчања на 60 метара у женској конкуренцији на другом Европском првенству у атлетици у дворани 1971. одржано је у Фестивалској дворани у Софији 14. марта.
Титулу европске првакиње освојену на Европском првенству у дворани 1970. у Бечу одбранила је Ренате Штехер из Источне Немачке.

## Земље учеснице
Учествовале су 24 атлетичарке из 15 земаља.
1. Аустрија (2)
2. Белгија (1)
3. Бугарска (2)
4. Западна Немачка (3)
5. Источна Немачка (1)
6. Италија (1)
7. Мађарска (2)
8. Пољска (2)
9. Румунија (1)
10. Совјетски Савез (1)
11. Југославија (1)
12. Француска (2)
13. Холандија (3)
14. Чехословачка (1)
15. Шведска (1)

## Рекорди
Извор:
| Рекорди пре почетка Европског првенства у дворани 1971. | Рекорди пре почетка Европског првенства у дворани 1971. | Рекорди пре почетка Европског првенства у дворани 1971. | Рекорди пре почетка Европског првенства у дворани 1971. | Рекорди пре почетка Европског првенства у дворани 1971. | Рекорди пре почетка Европског првенства у дворани 1971. |
| ------------------------------------------------------- | ------------------------------------------------------- | ------------------------------------------------------- | ------------------------------------------------------- | ------------------------------------------------------- | ------------------------------------------------------- |
| Светски рекорд                                          | Ренате Мајснер                                          | Источна Немачка                                         | 7,3                                                     | Беч, Аустрија                                           | 15. март 1970.                                          |
| Европски рекорд                                         | Ренате Мајснер                                          | Источна Немачка                                         | 7,3                                                     | Беч, Аустрија                                           | 15. март 1970.                                          |
| Рекорди европских првенстава                            | Ренате Мајснер                                          | Источна Немачка                                         | 7,3                                                     | Беч, Аустрија                                           | 15. март 1970.                                          |
| Рекорди после завршеног Европског првенства 1971.       |                                                         |                                                         |                                                         |                                                         |                                                         |
| Светски рекорд                                          | Ренате Мајснер                                          | Источна Немачка                                         | =7,3                                                    | Софија, Бугарска                                        | 14. март 1971.                                          |
| Европски рекорд                                         | Ренате Мајснер                                          | Источна Немачка                                         | =7,3                                                    | Софија, Бугарска                                        | 14. март 1971.                                          |
| Рекорди европских првенстава                            | Ренате Мајснер                                          | Источна Немачка                                         | =7,3                                                    | Софија, Бугарска                                        | 14. март 1971.                                          |

## Освајачице медаља
|                               |                           |                                 |
| Ренате Штехер Источна Немачка | Силвијан Телије Француска | Анергрет Ирганг Западна Немачка |

## Резултати
У ово дисциплини су одржане три нивоа такмичења: квалификације, полуфинале и финале. Све је одржано 14. марта.

### Квалификације
У квалификацијама такмичарке су били подељене у три групе: прву и друга са пет, и трећа са 4 такмичарке. У полуфинале су се квалификовале по четири првопласиране из све три групе (КВ).
| Позиција | Група | Атлетичар           | Националност    | Време | Белешка |
| -------- | ----- | ------------------- | --------------- | ----- | ------- |
| 1.       | 2     | Ренате Штехер       | Источна Немачка | 7,4   | КВ      |
| 2.       | 4     | Анергрет Ирганг     | Западна Немачка | 7,4   | КВ      |
| 3.       | 1     | Ђерђи Балох         | Мађарска        | 7,5   | КВ      |
| 4.       | 2     | Силвијан Телије     | Француска       | 7,5   | КВ      |
| 5.       | 2     | Хајде Розендал      | Западна Немачка | 7,5   | КВ      |
| 6.       | 1     | Мишел Бење          | Француска       | 7,6   | КВ      |
| 7.       | 2     | Чечилија Молинари   | Италија         | 7,6   |         |
| 8.       | 2     | Труди Рут           | Холандија       | 7,6   |         |
| 9.       | 3     | Ирена Шевињска      | Пољска          | 7,6   | КВ      |
| 10.      | 3     | Анели Вилден        | Западна Немачка | 7,6   | КВ      |
| 11.      | 4     | Маргит Немешхази    | Мађарска        | 7,6   | КВ      |
| 12.      | 1     | Ева Путнова         | Чехословачка    | 7,7   | КВ      |
| 13.      | 1     | Иванка Валкова      | Бугарска        | 7,7   |         |
| 14.      | 3     | Вилма нан дер Берг  | Холандија       | 7,7   | КВ      |
| 15.      | 3     | Јорданка Јанкова    | Бугарска        | 7,7   |         |
| 16.      | 4     | Олга Чернова        | Совјетски Савез | 7,7   | КВ      |
| 17.      | 4     | Mieke Sterk         | Холандија       | 7,7   |         |
| 18.      | 1     | Francine van Assche | Белгија         | 7,8   |         |
| 19.      | 1     | Анели Олсон         | Шведска         | 7,8   |         |
| 20.      | 2     | Бранислава Гак      | Југославија     | 7,8   |         |
| 21.      | 3     | Кристина Кеплингер  | Аустрија        | 7,8   |         |
| 22.      | 4     | Јоана Сикорска      | Пољска          | 7,8   |         |
| 23.      | 4     | Кармен Мер          | Аустрија        | 7,8   |         |
| 24.      | 3     | Aurelia Marasescuа  | Румунија        | 7,9   |         |

### Полуфинале
Полуфиналисти су били подељени у две групе по шест атлетичара, а за шест места у финалу су се пласирала по тројица првопласираних из обе групе (КВ).
| Позиција | Група | Атлетичар          | Националност    | Време | Белешка |
| -------- | ----- | ------------------ | --------------- | ----- | ------- |
| 1.       | 1     | Анергрет Ирганг    | Западна Немачка | 7,4   | КВ      |
| 2.       | 1     | Силвијан Телије    | Француска       | 7,4   | КВ      |
| 3.       | 2     | Ренате Штехер      | Источна Немачка | 7,4   | КВ      |
| 4.       | 1     | Ђерђи Балох        | Мађарска        | 7,5   | КВ      |
| 5.       | 2     | Ирена Шевињска     | Пољска          | 7,5   | КВ      |
| 6.       | 2     | Хајде Розендал     | Западна Немачка | 7,5   | КВ      |
| 7.       | 2     | Анели Вилден       | Западна Немачка | 7,5   |         |
| 8.       | 1     | Мишел Бење         | Француска       | 7,6   |         |
| 9.       | 2     | Маргит Немешхази   | Мађарска        | 7,6   |         |
| 10.      | 1     | Вилма нан дер Берг | Холандија       | 7,7   |         |
| 11.      | 1     | Ева Путнова        | Чехословачка    | 7,7   |         |
| 12.      | 2     | Олга Чернова       | Совјетски Савез | 7,7   |         |

### Финале
Извор:
| Пласман | Атлетичар       | Земља           | Резултат | Белешка                   |
| ------- | --------------- | --------------- | -------- | ------------------------- |
|         | Ренате Штехер   | Источна Немачка | 7,3      | =СРд, =ЕРд, =РЕПд, =НРд . |
|         | Силвијан Телије | Француска       | 7,4      |                           |
|         | Анергрет Ирганг | Западна Немачка | 7,4      |                           |
| 4.      | Ирена Шевињска  | Пољска          | 7,5      |                           |
| 5.      | Хајде Розендал  | Западна Немачка | 7,5      |                           |
| 6.      | Ђерђи Балох     | Мађарска        | 7,5      |                           |

## Укупни биланс медаља у трци на 60 метара за жене после 2. Европског првенства у дворани 1970—1971.
|    | Земља           |   |   |   |   |
| -- | --------------- | - | - | - | - |
| 1. | Источна Немачка | 2 | 0 | 0 | 2 |
| 2, | Француска       | 0 | 2 | 0 | 2 |
| 3. | Холандија       | 0 | 0 | 1 | 1 |
| 4. | Западна Немачка | 0 | 0 | 1 | 1 |
|    | Укупно {4}      | 2 | 2 | 2 | 6 |

|    | Атлетичарка     | Земља           |   |   |   |   |
| -- | --------------- | --------------- | - | - | - | - |
| 1. | Ренате Штехер   | Источна Немачка | 2 | 0 | 0 | 2 |
| 2. | Силвијан Телије | Француска       | 0 | 2 | 0 | 2 |